# Ctenopelma orientale
Ctenopelma orientale är en stekelart som beskrevs av Dmitriy R. Kasparyan 2004. Ctenopelma orientale ingår i släktet Ctenopelma och familjen brokparasitsteklar. Inga underarter finns listade i Catalogue of Life.